# 巴·布林贝赫
巴·布林贝赫（1928年2月26日—2009年10月11日），蒙古族，中华人民共和国诗人、诗学理论家，内蒙古大学教授，博士生导师，中国作家协会会员。

## 生平
1948年巴·布林贝赫参加革命工作，历任文书，内蒙古军区部队分队长、助理员、编辑。1953年发表处女作《心与乳》。1959年加入中国作家协会。1964年毕业于内蒙古大学中文系文艺研究班。任内蒙古大学蒙语系助教、讲师、副教授、教授、博导，教研室主任、系主任。後担任中青联第四届副主席，中国作协第四届理事，第五、六、七届全委会名誉委员，全国第五、六届政协委员，中国蒙古文学学会名誉理事长，内蒙古自治区文学研究会会长。

## 主要著述和出版物

### 蒙文诗集
- 《你好？春天》：1956年7月出版，它是作者的第一部蒙文诗集，获“内蒙古自治区二等文学奖”。
- 《黄金季节》：1958年11月出版。
- 《东风》：1958年12月出版，有同名汉文诗集。
- 《生命的礼花》：1960年9月出版，它在1981年12月获得内蒙古自治区评奖委员会颁发的“内蒙古1957-1980文学、电影、戏剧创作奖文学一等奖”，有同名汉文诗集。
- 《凤凰》：1962年8月出版。
- 《喷泉》：1974年6月出版。
- 《巴·布林贝赫诗选》：1979年7月出版，1985年5月再版，有同名汉文诗集。
- 《龙宫的婚礼》：1979年11月出版，有同名汉文诗集。
- 《金马驹》：1983年4月出版。

### 汉文诗集
- 《东风》：1960年2月出版，有同名蒙文诗集。
- 《生命的礼花》：1962年11月出版，有同名蒙文诗集。
- 《星群》：1977年4月出版。
- 《龙宫的婚礼》：1981年2月出版，有同名蒙文诗集。
- 《命运之马》：1983年3月出版，它在1981年12月获得中国作家协会、中华人民共和国国家民族事务委员会联合颁发的“全国少数民族文学创作奖”。
- 《巴·布林贝赫诗选》：1983年7月出版，有同名蒙文诗集。

### 诗学专著
- 《心声寻觅者的札记》：1984年3月出版，它在1984年10月获得内蒙古自治区评奖委员会颁发的“内蒙古首届索龙嘎一等奖”，在1985年12月获得中国作家协会、中华人民共和国国家民族事务委员会联合颁发的“第二届全国少数民族文学评论奖”。
- 《蒙古族诗歌美学论纲》：1991年11月出版。
- 《蒙古英雄史诗的诗学》：1997年7月出版，它在1999年9月获得内蒙古大学颁发的“科技进步一等奖”，在1999年11月获得中国共产党内蒙古党委宣传部、内蒙古社科规划领导小组联合颁发的“内蒙古社科规划优秀成果一等奖”，在2003年7月获得教育部颁发的“第三届中国高校人文社会科学研究优秀成果奖三等奖”。该书还被中国共产党内蒙古党委宣传部列入1997年度“五个一工程”入选作品。
- 《直觉的诗学》：2001年11月出版。

### 其它
- 《蒙古族当代叙事诗选》：1986年出版，与全福合作选编。
- 《蒙古英雄史诗选》：1988年出版，与宝音合西格合作翻译。
- 《蒙古族当代诗选》：1989年出版，与全福合作选编。
- 《巴·布林贝赫文存》：2003年出版，蒙文。